# Lissonota punctulata
Lissonota punctulata là một loài tò vò trong họ Ichneumonidae.